# Pablo Gúrpide Beope
Pablo Gúrpide Beope (* Ochagavía, Navarra, 25 de enero de 1898 - † Bilbao, 18 de noviembre de 1968) fue un eclesiástico español, obispo de Sigüenza y de Bilbao

## Biografía

### Primeros años
Nació el 25 de enero de 1898, en Ochagavía, localidad del norte Navarra, España; en una familia tradicionalista. Estudió en el seminario de Pamplona.

### Sacerdocio
Fue ordenado sacerdote de la diócesis de Pamplona en 1923. Fue coadjutor de la iglesia de San Nicolás, profesor del seminario, canónigo y vicario general (1947-1951). Desempeñó numerosos encargos, entre los que destacan la dirección del periódico diocesano La Verdad desde sus inicios (1931-1951) y el de consiliario de la juventud femenina de Acción Católica (¿?-1947) y de la sección en Navarra de la Asociación Católica de Propagandistas (1941-1951).

## Episcopado

### Obispo de Sigüenza
En 1950 fue presentado por el gobierno español del general Franco para la sede vacante de Sigüenza, y nombrado por Pío XII al año siguiente. Durante su pontificado se modificaron los límites de la diócesis para ajustarlos a los de la provincia de Guadalajara.

### Obispo de Bilbao
En diciembre de 1955 fue trasladado a la diócesis de Bilbao. En calidad de obispo de Bilbao tomó parte en el Concilio Vaticano II, sin que destacara por sus intervenciones. La finalización del concilio coincidió con una época de graves conflictos sociales, políticos y eclesiales en País Vasco, y muy especialmente en Vizcaya.
El enfrentamiento del obispo Gúrpide con los sectores del clero más contestario contra el franquismo llevó a una ruptura completa. Con motivo de la Pascua de 1967, la pastoral que publicó, junto mensajes evangélicos, incluyó el siguiente comentario:
…los insultos y las críticas apasionadas y sacrílegas contra mi persona, de unas hojas que, periódicamente llegan a los sacerdotes… me resisto a creer que haya malos sacerdotes que las escriban y no quiero pensar que pudieran ser los mismos labios que pronuncian las palabras de la consagración los que dictan semejantes monstruosidades.
El enfrentamiento fue creciendo culminando con la ocupación por unos 60 sacerdotes del seminario diocesano de Derio en noviembre de 1968. En esta situación se produjo el fallecimiento de Gúrpide el 18 de noviembre de 1968. La Santa Sede nombró sucesivamente administrador apostólico de la diócesis de Bilbao al obispo de Santander, José María Cirarda, natural de Vizcaya.